# Indomptable (roman)
Pour les articles homonymes, voir Indomptable.
Indomptable (titre original : Dauntless) est le premier roman de la série de science-fiction La Flotte perdue de Jack Campbell, paru aux États-Unis en 2006 puis traduit en français et publié par L'Atalante en 2008.

## Thématique
Cette série est centrée sur une flotte de 336 navires piégée loin derrière les lignes ennemies. Le héros principal est le capitaine John Geary, un soldat de l'Alliance récupéré dans une capsule d’hibernation un siècle après sa défaite et sa disparition dans un combat spatial.
Une guerre interstellaire de plus de cent ans fait rage entre deux factions d’une humanité qui a essaimé dans les étoiles, d’un côté une Alliance démocratique, de l’autre la dictature du Syndicat.
Geary tente de ramener la flotte de l’Alliance avec la clef de l'hypernet du Syndicat, qui est aussi celle de la victoire. Il doit combattre non seulement les syndics mais aussi convaincre ses capitaines d’adopter d’autres méthodes de combat.
Contrairement à de nombreux space operas, l'auteur insiste sur le fait que les batailles dans l'espace obéissent aux lois de la physique. Cela peut prendre des minutes ou même des heures pour que les ordres et l'information circulent de navire à navire.

## Résumé
Un siècle après sa disparition dans un combat spatial, le capitaine John Geary a été récupéré dans une capsule de survie par l’armada qui devait décapiter l'ennemi au cœur même de son empire.
Cette bataille censée être décisive pour l'Alliance contre le Syndicat se révèle être un piège. Geary se voit, bien malgré lui, confier le sort du reste de la flotte, soit 336 navires, lorsque l'amiral et la plupart des autres officiers supérieurs sont massacrés alors qu'ils tentaient de négocier les termes d’une reddition.
John Geary se rend compte que son dernier geste de résistance face à l’ennemi cent ans plus tôt, a fait de lui une figure de légende, l’héroïque « Black Jack » Geary, révéré, adulé par toute l’Alliance. En dépit de sa réticence et de l’écœurement que lui inspire l’idolâtrie dont il est l’objet, Geary fera son devoir.
Il doit ramener la flotte mais surtout la clef de l’hypernet du Syndicat, technologie inventé durant son hibernation et atout majeur de cette guerre, cachée à bord de l’Indomptable, son vaisseau amiral. Il s’aperçoit rapidement que si la porte hypernet est bloquée, les anciens points de saut sont sans surveillance. Grâce à une feinte, ses navires sautent vers le système de Corvus qui n’est pas relié à l’hypernet syndic. Durant la manœuvre, un navire commandé par son petit neveu se sacrifie pour gagner du temps et permettre au navire atelier Titan de sauter.
Un siècle de guerre a changé les mentalités. Les capitaines font passer avant tout leurs orgueils et leurs agressivités. Cela signifie qu’ils ont tendance à se précipiter dans la bataille sans agir de concert. De plus, l'ensemble de la flotte est géré comme une démocratie avec les capitaines en lice dans le processus de prise de décision, ce qui entraîne une perte de temps. Geary abolit cette pratique et exerce son autorité.
À l’arrivée dans le système, ils investissent la base syndic positionnée autour de la quatrième planète. Ils détruisent une corvette ennemie et démantèle celle qui s’est rendue avant de la désintégrer. À cette occasion, Geary se rend compte que l’Alliance assassine les prisonniers. Il met fin à cette pratique. Durant l’attaque de la base, un capitaine met en péril les fusiliers spatiaux de Carabali en tirant sur la base ; il sera relevé de son commandement et remplacé. La coprésidente Rione, négociant avec les habitants de la deuxième planète, obtient vingt bâtiments marchands chargés de vivres et de matériaux. Mais ces bâtiments ont pour équipages des commandos ayant pour mission suicide de faire exploser leurs vaisseaux à proximité de la flotte de l’Alliance. Geary et Carabali déjouent l’attaque et lancent les vingt bâtiments vers les deux bases syndics qu’ils détruisent.
Poursuivie par une partie de la flotte syndic qui a émergé dans le système, la flotte saute vers le système de Caliban qui se révèle totalement privé de vie. Pendant que les vaisseaux auxiliaires exploitent une mine abandonnée, Geary décide d'apprendre à la flotte diverses manœuvres exécutées par des formations autonomes, ces tactiques ayant été oubliées car les officiers qui s'y étaient entraînés durant des décennies sont morts au début de la guerre. Les fusiliers, en fouillant les installations abandonnées depuis 42 ans, émettent l'idée que les Syndics redoutaient des intelligences non humaines.
Lorsque la flotte ennemie, légèrement inférieure en nombre, arrive dans le système, Geary décide de l'affronter pour protéger une navette en panne sur un astéroïde. Cette flotte est totalement détruite grâce aux manœuvres de Geary qui ne perd que deux vaisseaux lourds et quelques unités légères.
Après cette victoire, beaucoup de capitaines le vénèrent, d'autres le respectent simplement et certains sont carrément sceptiques et méprisants. La flotte saute vers Sutrah.

## Compléments

### Armes
- Catapultes à mitraille : canons électromagnétiques lançant à grande vélocité des grappes de grosses balles métalliques.
- Champ de nullité : énorme boule ardente qui annule provisoirement l'interaction qui maintient la cohésion des atomes. À l'intérieur du champ, le lien subatomique cède et la matière se désintègre. Arme à courte portée, longue à recharger.
- Lance de l'enfer : « javelot » chargé de particules.
- Spectre : missile autonome à multiples ogives.

### Techniques de déplacement de la flotte
- Point de saut : utilise le puits de gravité des étoiles.
- Portail de l’hypernet : 10 à 100 fois plus rapide que par saut. Il faut pour cela un réseau aligné sur une « fréquence » et une « sous-fréquence » qui est attribuée à chaque portail. Pour utiliser l'hypernet, il faut une clef qui permet d'y pénétrer et de choisir le portail.